# Luis Eduardo González Cedrés
Luis Eduardo González Cedrés (ur. 15 stycznia 1972 w Montevideo) – urugwajski duchowny katolicki, biskup pomocniczy Montevideo w latach 2018-2023, biskup Mercedes od 2023.

## Życiorys
Święcenia kapłańskie otrzymał 18 kwietnia 2009 i został inkardynowany do diecezji Maldonado-Punta del Este. Był m.in. sekretarzem kancelarii kurii biskupiej, wikariuszem generalnym diecezji oraz rektorem seminarium.
11 maja 2018 papież Franciszek mianował do biskupem pomocniczym Montevideo ze stolicą tytularną Thugga. Sakry udzielił mu 17 czerwca 2018 kardynał Daniel Sturla.
26 września 2023 papież Franciszek mianował go biskupem diecezji Mercedes.